# John Merven Carrère

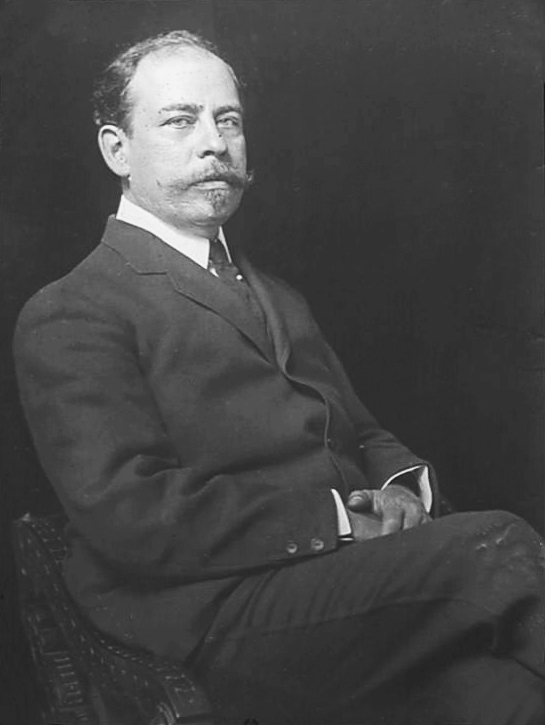

John Merven Carrère, född 9 november 1858, död 1 mars 1911, var en amerikansk arkitekt.
Carrère sökte sna förebilder inom renässansens byggnadsform. En harmonisk jämn dekoration ochen förnäm, sluten helhetsverkan utmärker hans byggnader, av vilka Public Library i New York och Carnegie Intitute i Washington, D.C. hör till hans mest kända.